# 바이메탈 주화

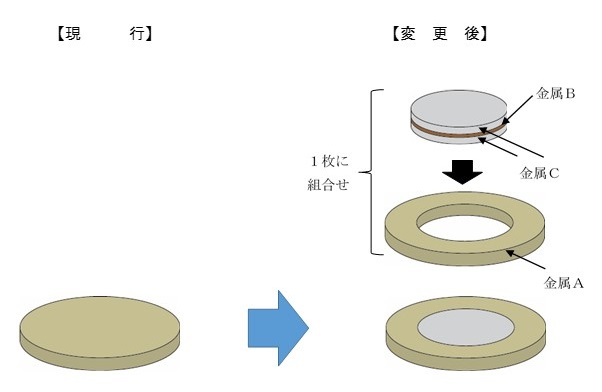
바이메탈 동전은 바깥쪽 고리가 있는 코어로 이루어져 있다. (e.g.: 500엔 동전)

바이메탈 주화 또는 바이메탈 동전(영어: Bi-metallic coin)은 두 개의 (bi-) 금속 또는 합금으로 구성된 동전으로, 일반적으로 대조적인 중심 주위에 바깥쪽 고리가 배열된다. 대표적으로 볼 때에는 일본의 500엔 동전이나 홍콩의 홍콩 10달러 동전 등이 이에 해당된다.

## 예시

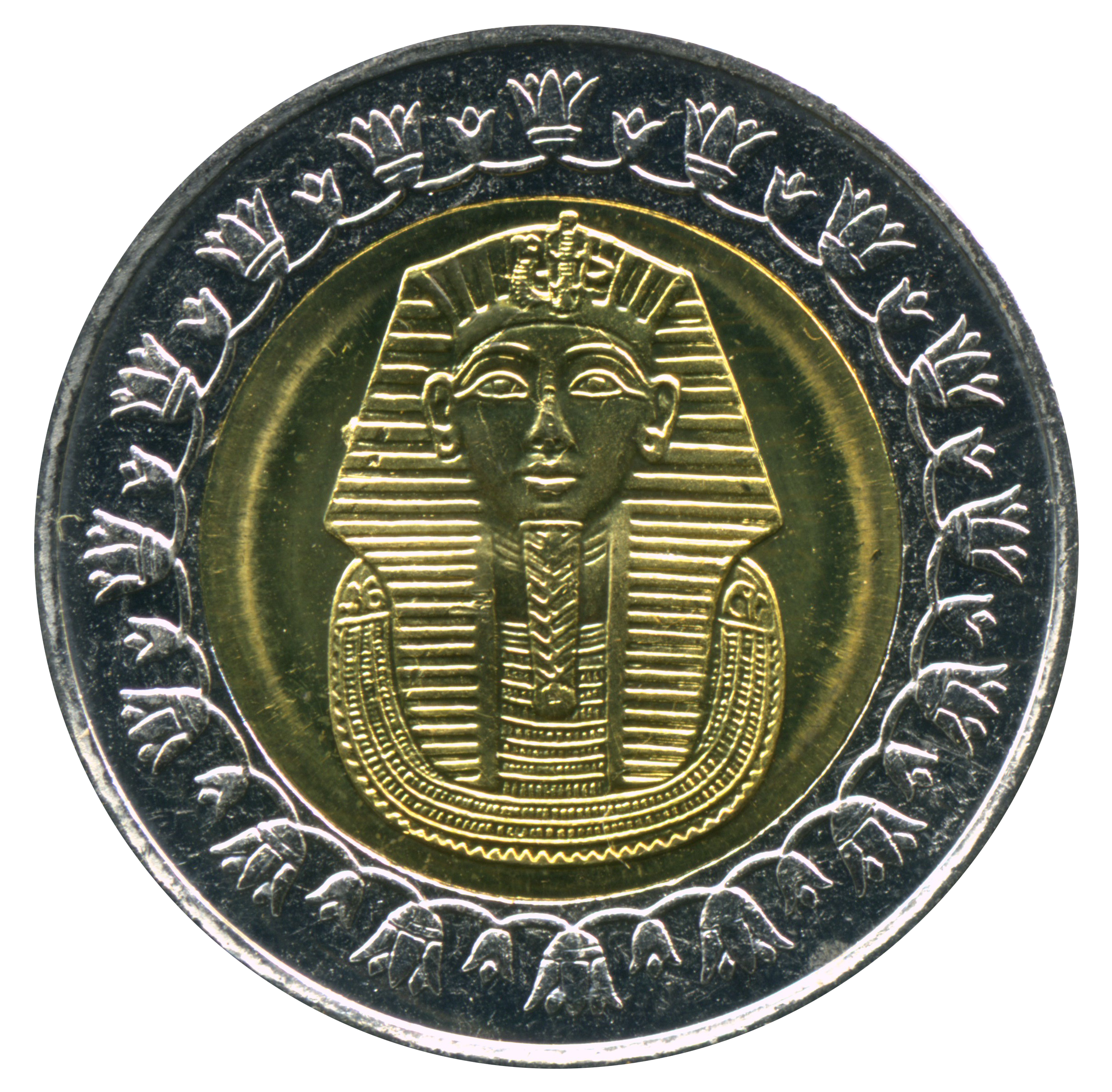
2008 "투탕카멘 왕" 바이메탈 £E1 동전.
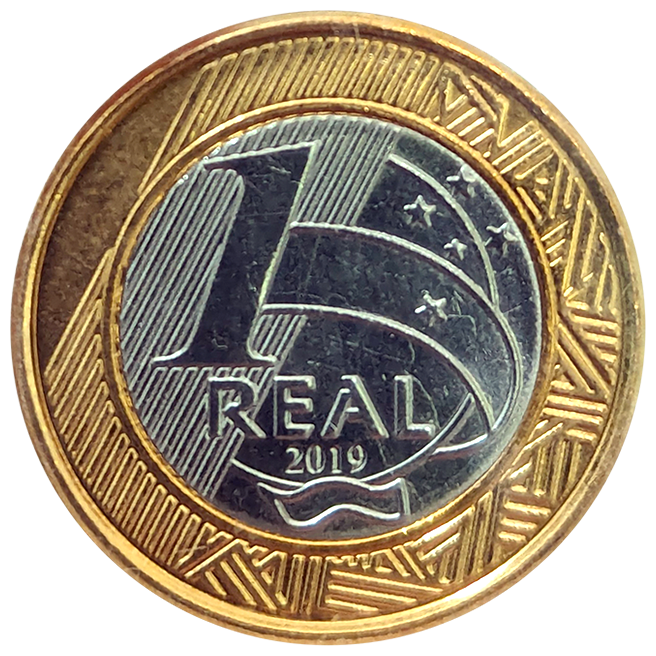
브라질 R$1 동전, 청동 도금 강 고리 안에 스테인리스강 중앙.
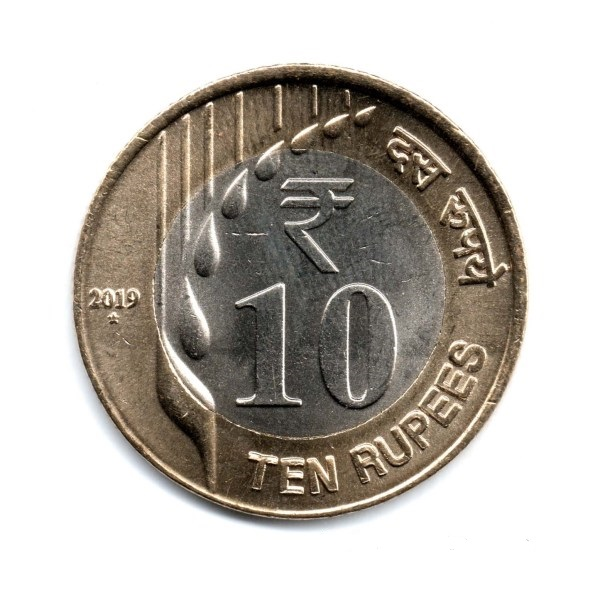
인도의 ₹10 바이메탈 동전.
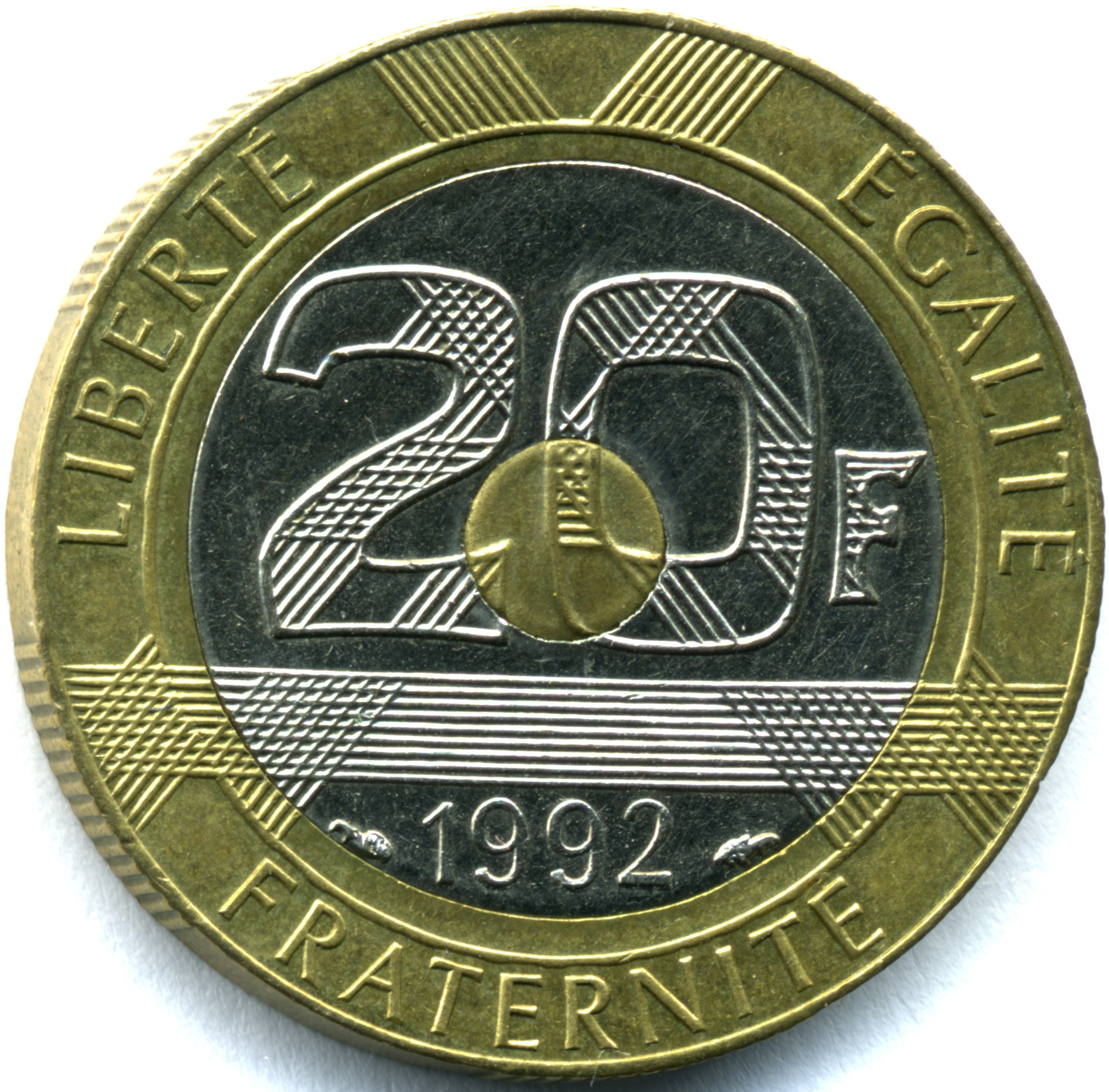
1992년 프랑스 20 프랑 트라이메탈 동전.